# Pyzówka

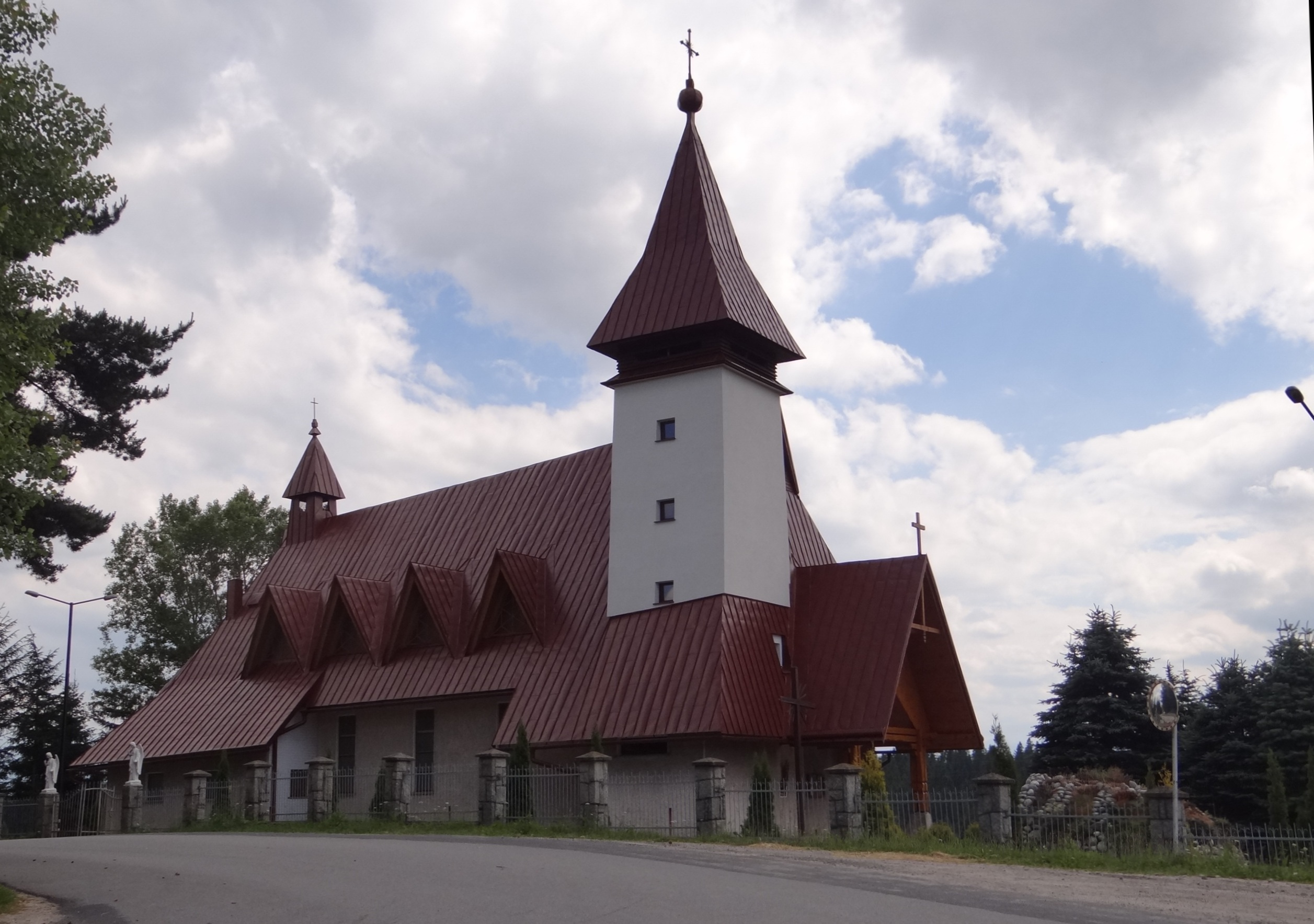
Kirche

Pyzówka ist eine Ortschaft mit einem Schulzenamt der Landgemeinde Nowy Targ im Powiat Nowotarski der Woiwodschaft Kleinpolen in Polen.

## Geographie
Der Ort liegt in sogenannten Podhale.

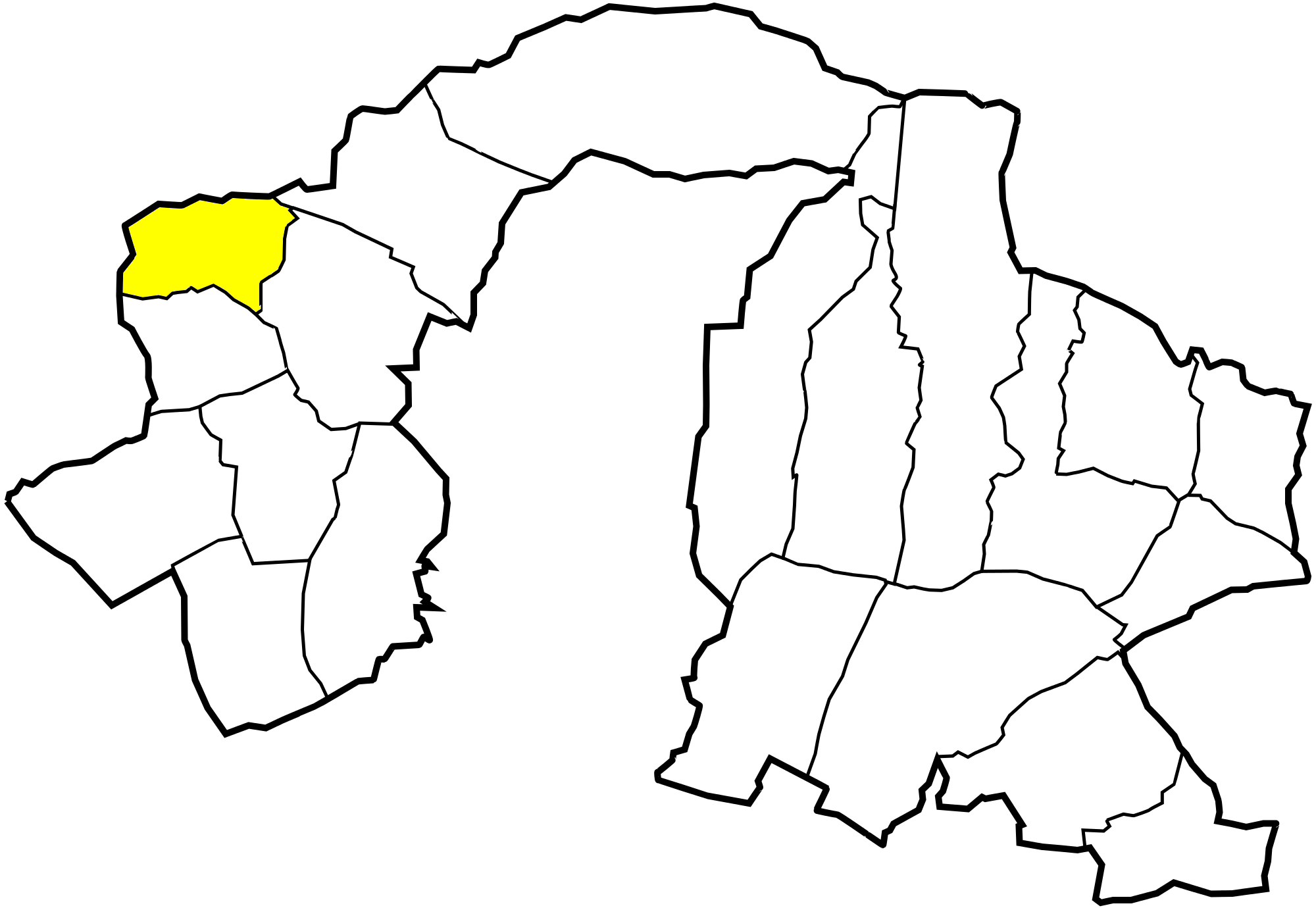
Dorf in der Gemeinde
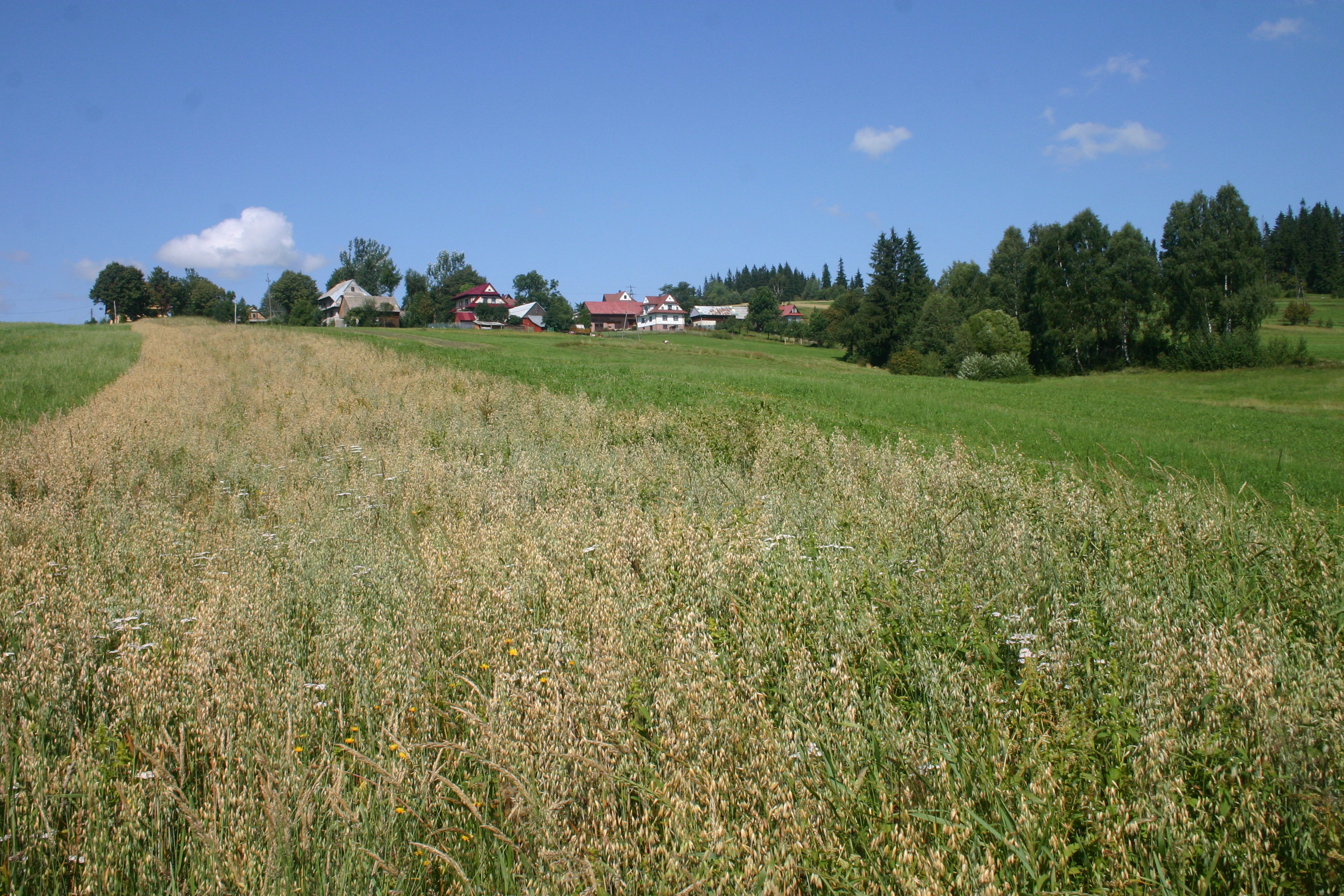
Weiler Grapa

## Geschichte
Der Ort wurde an der Wende des 16. Jahrhunderts von Jan Pieniążek gegründet. Er gehörte bis zu den Teilungen Polens der Starostei in Nowy Targ.
Bei der ersten Teilung Polens kam das Dorf 1772 zum neuen Königreich Galizien und Lodomerien des habsburgischen Kaiserreichs (ab 1804). Es gehörte damals mit Klikuszowa zur Familie Stadnicki.
1918, nach dem Ende des Ersten Weltkriegs und dem Zusammenbruch der k.u.k. Monarchie, kam Pyzówka zu Polen. Unterbrochen wurde dies nur durch die Besetzung Polens durch die Wehrmacht im Zweiten Weltkrieg.
Von 1975 bis 1998 gehörte Pyzówka zur Woiwodschaft Nowy Sącz.
Im Jahre 1984 wurde die römisch-katholische Pfarrei errichtet (früher gehörte es zur Pfarrei in Klikuszowa).